# Bourbon (Indiana)
Bourbon is een plaats (town) in de Amerikaanse staat Indiana, en valt bestuurlijk gezien onder Marshall County.

## Demografie
Bij de volkstelling in 2000 werd het aantal inwoners vastgesteld op 1691.
In 2006 is het aantal inwoners door het United States Census Bureau geschat op 1804, een stijging van 113 (6,7%).

## Geografie
Volgens het United States Census Bureau beslaat de plaats een oppervlakte van
2,7 km², geheel bestaande uit land. Bourbon ligt op ongeveer 257 m boven zeeniveau.

## Plaatsen in de nabije omgeving
De onderstaande figuur toont nabijgelegen plaatsen in een straal van 20 km rond Bourbon.